# Umbra, penumbra i antumbra

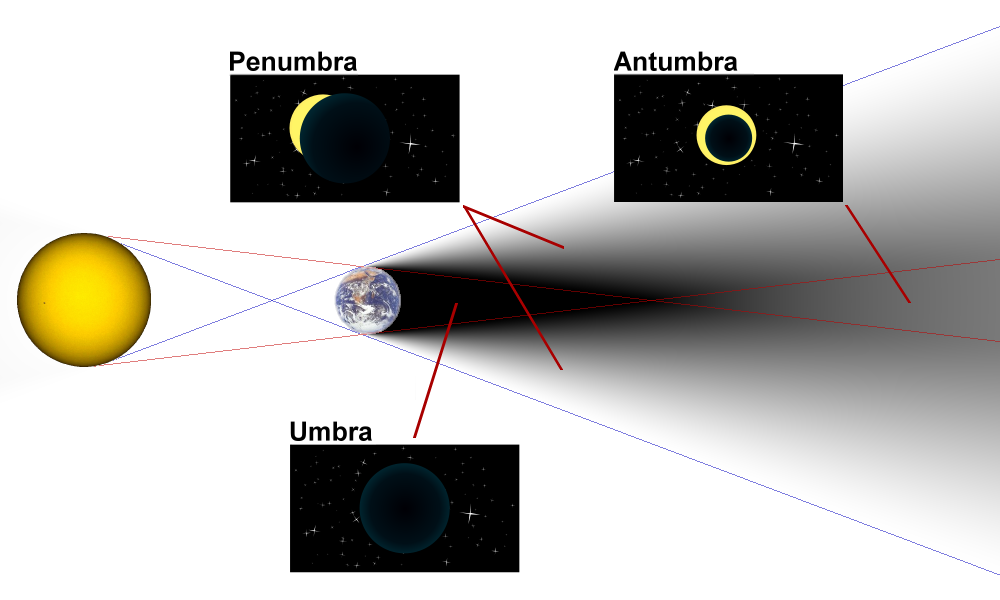
Tipus d'ombra de la Terra: umbra, penumbra i antumbra

Ubicació dels cossos celestes en el moment de l'Eclipsi de la lluna. Llegenda: I - Sol; B - Terra; C - Lluna; la D - Con de la penumbra (penumbra); E - la plena ombra Con (umbra)

Umbra (lat. ombra) – l'ombra General; un concepte comunament utilitzat en relació amb els eclipsis. Per exemple, durant l'Eclipsi de lluna és l'interior d'ombra de la Terra, observat en la superfície de la llunai durant un Eclipsi de sol és a l'interior de l'ombra de la lluna, observat en la superfície de la Terra. L'ombra té la forma d'un con estreny amb un increment de la distància entre el cos de les rodetes de les ombres.

Penumbra – l'àrea de penombra, quan la font de llum està parcialment fosca.
Antumbra – el con de penombra darrere de l'umbra; en aquesta zona hi ha un eclipsi anular.